# Arestorides argus
Arestorides argus – gatunek porcelanki; jedyny żyjący przedstawiciel rodzaju Arestorides. Osiąga od 47 do 110 mm, standardowy okaz mierzy około 70 mm. Jest dość pospolitym i często spotykanym na rafach koralowych ślimakiem i posiadaczem chyba najbardziej intrygującego porcelankowego wzoru, którym dekoruje swoją muszlę.
Arestorides argus nie da się pomylić z żadną inną porcelanką, jej błyszcząca wapienna koncha jest usiana plamkami, przypominającymi „oczka” – i właśnie to skojarzenie dało początek nazwie tej porcelanki: w mitologii greckiej Argus był olbrzymem o stu oczach.

## Występowanie
Arestorides argus występuje na indopacyficznym obszarze, od wschodniej Afryki aż po Wyspy Fidżi.